# مئذنة أوزكند
مئذنة أوزكند هو برج مئذنة من القرن الحادي عشر يقع في أوزكند، قيرغيزستان. وهي تشكل جزءًا من الآثار القديمة في أوزكند مع ثلاثة أضرح محفوظة جيدًا تقع في مكان قريب. مئذنة أوزكند هو برج مستدق بطول 27.5 متر (90 قدمًا)، وقطر قاعدة 8.5 متر (28 قدمًا)، ويقل إلى 6.2 متر (20 قدمًا) في الأعلى.
تتكون العمارة في مئذنة أوزكند من ثلاثة أجزاء مميزة. يحتوي على جزء سفلي على شكل ثماني الأوجه بارتفاع 5 أمتار (16.5 قدمًا) وجزء أسطواني متوسط مستدق، على غرار برج بورانا في شمال قيرغيزستان. الجزء العلوي بنوافذ مقنطرة وقبة هو إضافة حديثة نسبيًا، بُنيت في الفترة من 1923 إلى 1924.

## معرض الصور

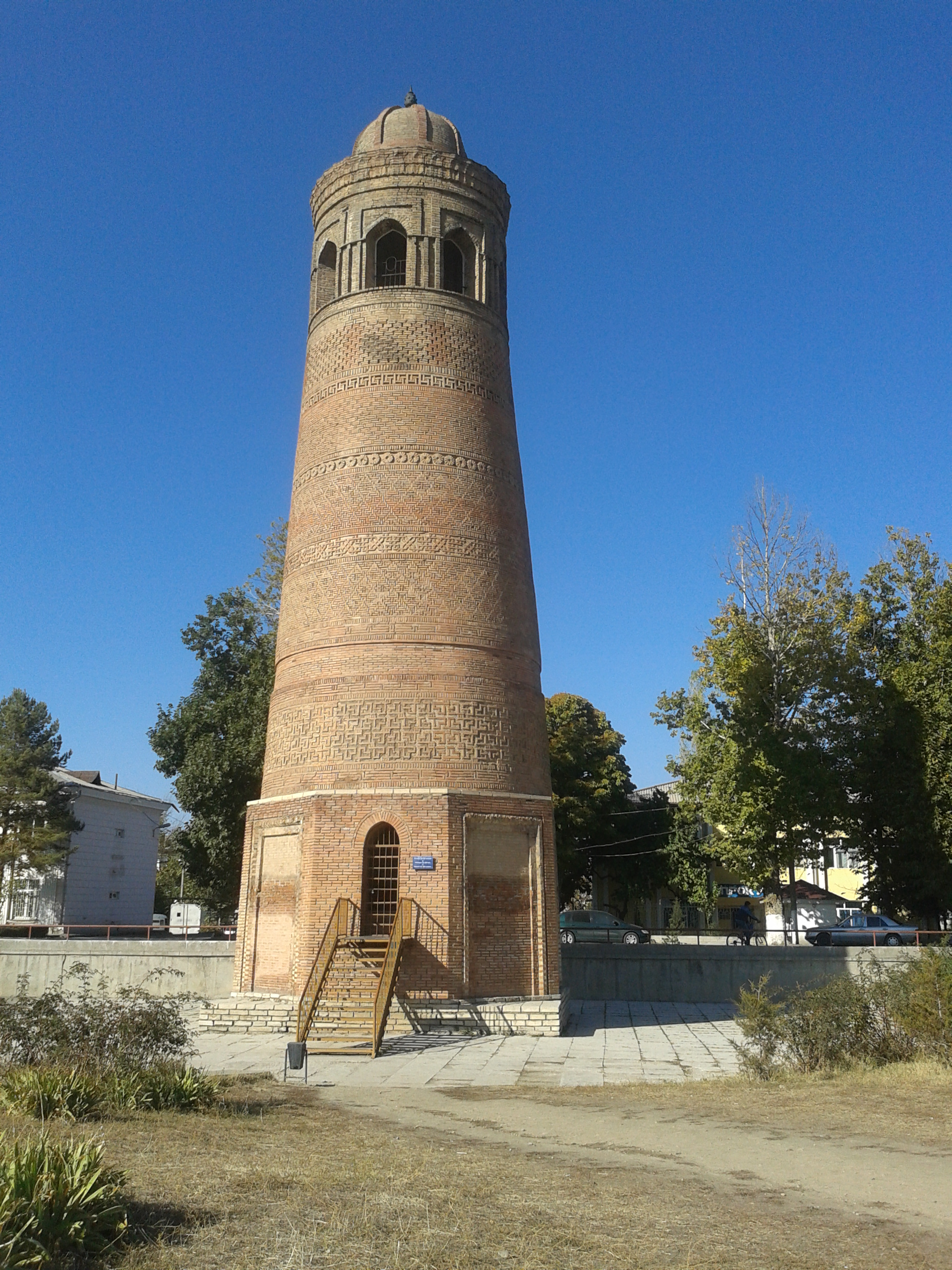
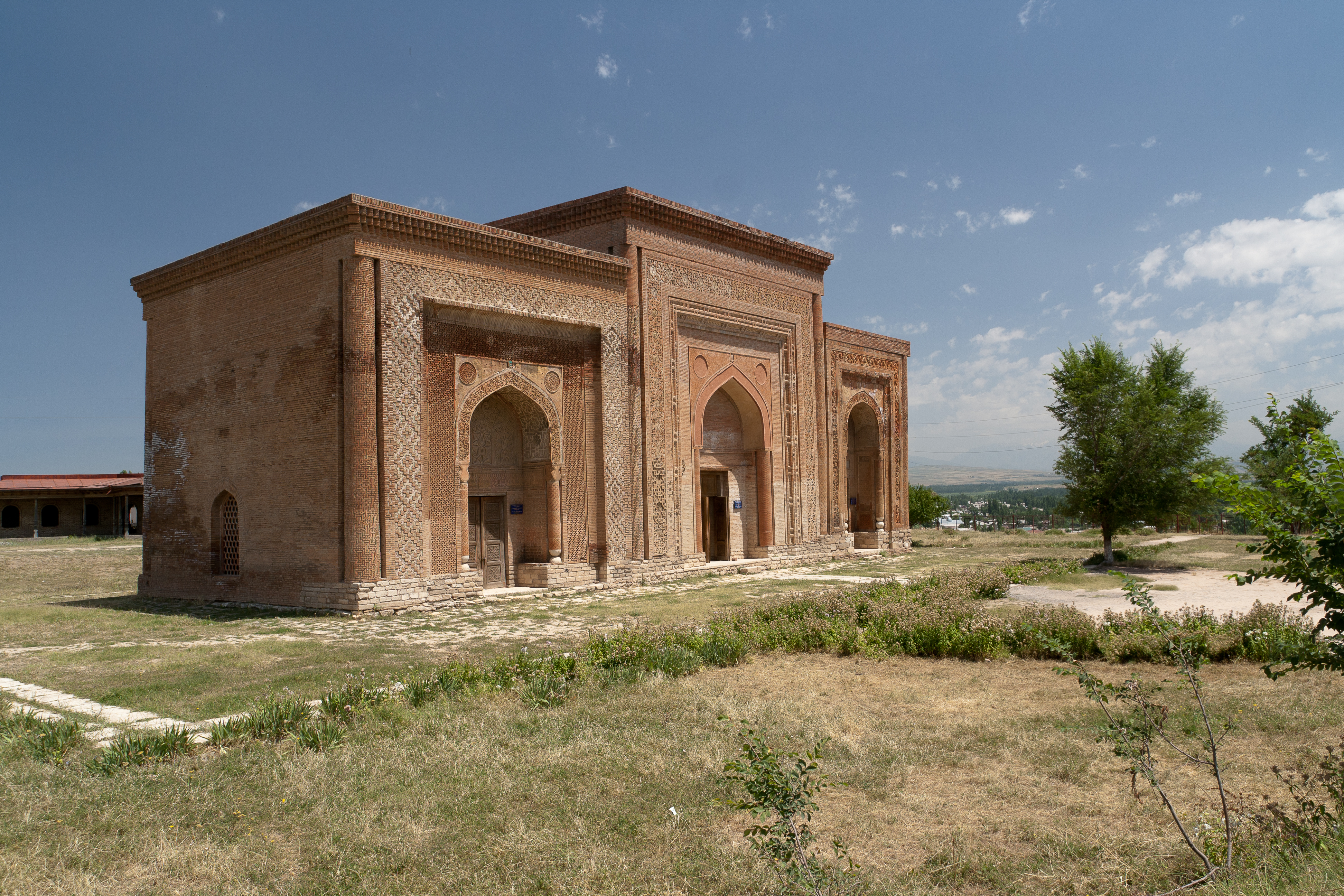
ضريح قراخانيد بالقرب من المئذنة.
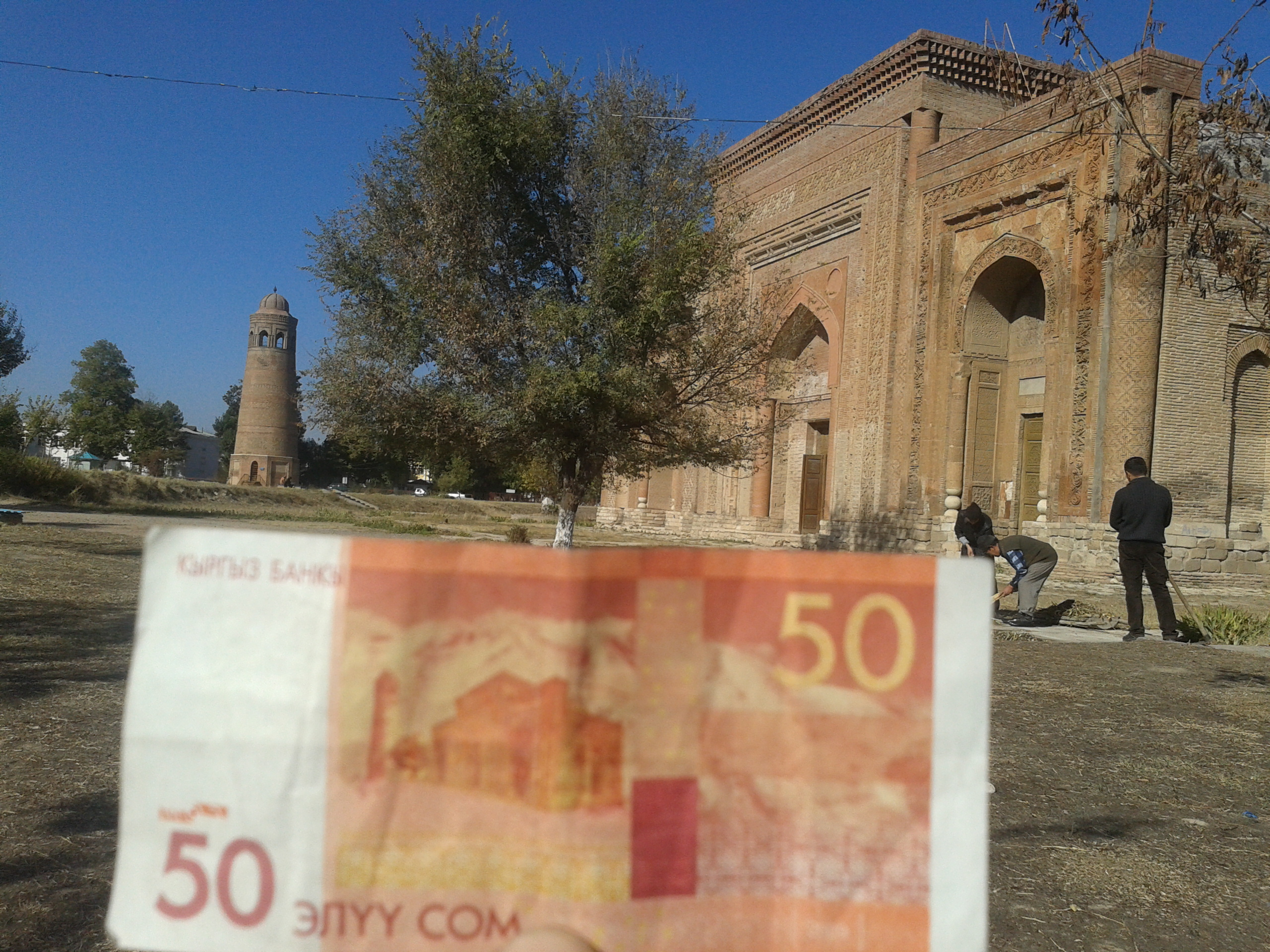
مئذنة وأضرحة مصورة في ورقة نقدية.